# Linteo
Ediciones Linteo S.L. es una editorial gallega, reconocida por su colección de poesía.
Echó a andar con el libro O fillo da florista. 34 retratos de Eduardo Blanco Amor. Sus colecciones son: Narrativa (en español), Poesía (en español), Colección Aberta (en gallego), Font de la Cometa, Gravados, Lintei Libri (en español) y Linteo Infantil y Juvenil.
Obtuvo el Segundo Premio Nacional en 2006 al libro mejor editado en la modalidad de libros de bibliofilia otorgado por el Ministerio de Cultura.